# 聖イレーネに介抱される聖セバスティアヌス (グエルチーノ)
『聖イレーネに介抱される聖セバスティアヌス』（せいイレーネにかいほうされるせいセバスティアヌス、伊: San Sebastiano curato da Irene、英: Saint Sebastian Tended by Saint Irene）は、イタリアのバロック絵画の巨匠グエルチーノがキャンバス上に油彩で制作した絵画で、画家の若い時期の代表作の1つである。1619年にフェラーラの教皇特使であったジャコモ・セッラ 枢機卿のために『ペリシテ人に捕えられるサムソン』 (メトロポリタン美術館、ニューヨーク)、『放蕩息子の帰還』 (美術史美術館、ウィーン) とともに描かれた。その後、本作は長い間、所在不明であったが、1970年にロンドンでのクリスティーズのオークションに出品され、イタリア政府が落札した。現在、ボローニャ国立絵画館の所蔵となっている。

## 主題
聖セバスティアヌスは3世紀末にナルボンヌに生まれ、その後ミラノで徴兵された。洗礼を受けた彼は、牢獄のキリスト教徒を兵士の権限でひそかに逃す。この件が知られるところとなり、ディオクレティアヌス帝は木に縛り付けた彼を弓矢で射させたが、伝説によればローマのイレーネという未亡人の介抱により回復した。ふたたび皇帝の前で道理を説いたセバスティアヌスは最終的に棍棒で撲殺され、殉教した。ルネサンス期にセバスティアヌスはもっぱら矢で射抜かれる姿が描かれたが、対抗宗教改革期にはイレーネによって介抱される姿も描かれるようになった。彼女が象徴する「慈愛」によって、魂の救済が早められると考えられたからである。

## 作品

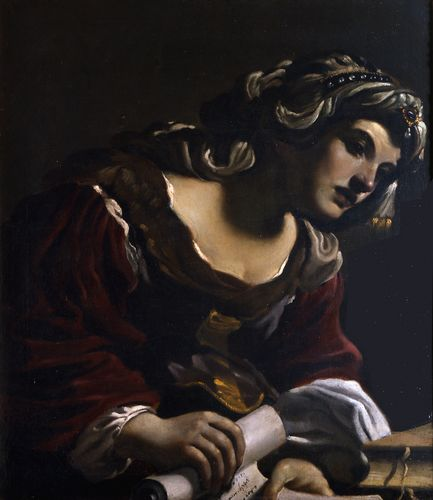
グエルチーノ『巫女』 (1619年)、ボローニャ国立絵画館

グエルチーノは、古代風の建築物を背景とした画面に矢を射られた瀕死のセバスティアヌスと彼を治療する人々を登場させている。描かれているのは、医者のような男がセバスティアヌスにメスを当てているところである。セバスティアヌスは苦痛に身をよじらせ、その頭部を右端の若い男が支えている。左側では、侍女の持つたらいに海綿を浸したイレーネが血をぬぐおうとして身を乗り出す。メスが突き立てられる傷口には3人の視線が集中し、構図の中心となっている。そのため、傷口から滴る血やメス、それを持つ医者らしき男の指先は非常に細密に描かれている。
画面左前上方から注ぐ光はきわめて強いため、重なり合う人体の輪郭線は陰影の中に沈み込み、建物の奥行き方向の面は黒く塗りつぶされている。かくして、人体の構造や相互の関係、そして奥行き感は弱まっている。また、人体の描写は不自然である。イレーネは極端に広い肩幅と巨躯を持ち、医者らしき男の肩、腕、手先のつながりは解剖学的に見ておかしい。しかし、この絵画には動きが溢れ、出来事の最も象徴的な一瞬が劇的に表現されている。光の当たる部分に見られる明瞭な色彩や自然主義的描写、生き生きとした筆致はそうした印象を強めている。
本作には準備素描が3点知られている。また、『巫女』 (ボローニャ国立絵画館) は本作のイレーネ像を転用しており、彼女の海綿を巻物に変え、書物を足したほかは服の襞にいたるまで同一の作品となっている。